# Fulad-e Mobarakeh
Fulad-e Mobarakeh (en persan : مجتمع فولاد مبارکه, Compagnie des aciéries de Mobarakeh) est une compagnie productrice d'acier située à Zarrinshahr à environ 50 km au sud-ouest de la ville d’Isfahan, en Iran.
L'entreprise fait l'objet de sanctions de la part du gouvernement américain. Fulad-e Mobarakeh aujourd'hui n'est pas seulement l'un des piliers principaux de l'industrie de l'acier en Iran, mais elle consolide également sa position sur les marchés internationaux et renforce la chaîne de valeur de l'industrie de l'acier grâce à ses politiques de développement.

## Actionnaires
1-Organisation iranienne de développement et de rénovation des mines et des industries minérales
2-Welfare Capital Development Company - Private Joint Stock
3-Banque commerciale
4-Sadra Tamin Investment Company - Public Joint Stock
5-Caisse d'assurance sociale rurale et nomade
6-Société d'investissement de la province de Téhéran
7-Behsazan Tadbir Zangan Energy Company - Société par actions privée
8-Société d'investissement de la province de Khorasan Razavi
9-Caisse nationale de retraite
10-Saba Capital Development and Management Company - Private Joint Stock
11-Société d'investissement de la province du Khuzestan
12-Compagnie économique eurasienne de Tadbirgaran